# Andreas Slavik
Andreas Slavik (* 21. Februar 1960 in Wien, Österreich), auch bekannt als Andi Slavik, ist ein österreichischer Musiker und Komponist. 

## Leben
Andreas Slavik studierte Komposition und Orchestration an der Universität für Musik und darstellende Kunst Wien. Außerdem studierte er Arrangement und Improvisation am Wiener Konservatorium. Er spezialisiert sich dabei auf Piano und Jazz. Seine Musikkarriere startete er 1987 bei dem Komponisten Harold Faltermeyer, für den er als Arrangeur, Orchestrator, Komponist und Musikproduzent arbeitete. Später schrieb, komponierte und produzierte er Musik für Pet Shop Boys, La Toya Jackson, Hubert Kah, Roger Chapman, Isaac Hayes und Jennifer Rush. In den 1990er-Jahren arbeitete er mit Susanne Kemmler zusammen und veröffentlichte 1995 mit ihr das Album Close to Heaven als Andi Slavik & Susanne Kemmler. Die Single Indian Spirits erreichte Platz 25 der deutschen Charts. Für Kemmler schrieb er Anfang der 2000er-Jahre auch weitere Songs. Seit Ende der 1990er Jahre komponierte Slavik auch Musik für deutsche Fernsehfilme. So war er für die Musik von Komödien Zu schön für mich und Ein Ferienhaus auf Ibiza verantwortlich, ebenso wie von Scheidung mit Hindernissen (2001).

## Filmografie (Auswahl)
- 1998: Jagdsaison
- 1999: Das Schloß meines Vaters
- 2001: Scheidung mit Hindernissen
- 2002: Schneemann sucht Schneefrau
- 2003: Ein Banker zum Verlieben
- 2003: Er oder keiner
- 2003: Gestern gibt es nicht
- 2004: Barbara Wood (Folge: Lockruf der Vergangenheit)
- 2004: Weißblaue Wintergeschichten
- 2006: Wer entführt meine Frau?
- 2007: Zu schön für mich
- 2008: Ein Ferienhaus auf Ibiza
- 2008: Ein Ferienhaus in Schottland